# Mansion-House-Rede

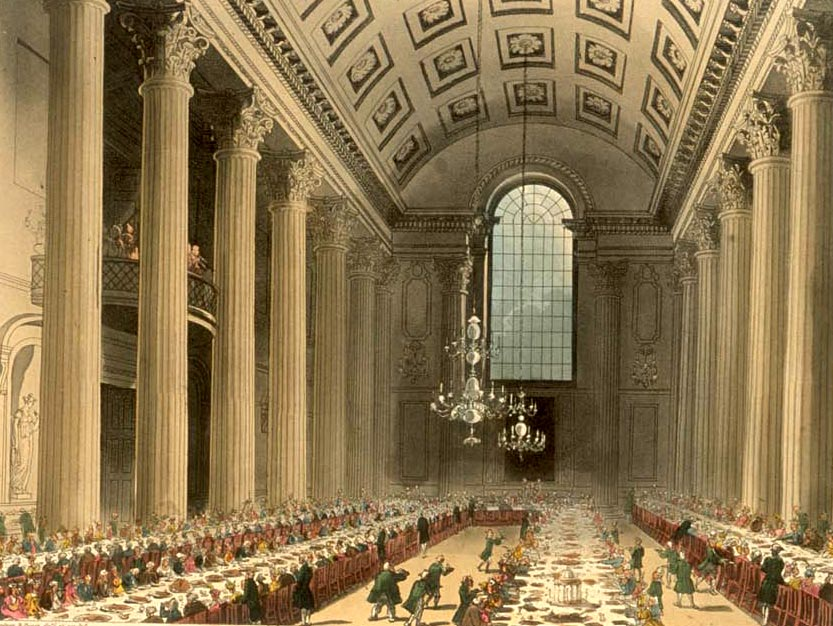
Die „ägyptische Halle“ des Londoner Mansion-Houses, der Schauplatz der alljährlichen Mansion-House-Rede, Bild aus dem frühen 19. Jahrhundert

Als Mansion-House-Rede oder „Mansion-House-Ansprache“ (englisch: „Mansion House Speech“ oder „Mansion House Address“) wird eine traditionelle Ansprache des jeweils amtierenden Chancellor of the Exchequer, des britischen Finanzministers, bezeichnet. Die Rede wird einmal pro Jahr entweder in der zweiten Hälfte des Monats Juni oder im Monat Juli, während des sogenannten „Banker’s Dinner“ vorgetragen. Beim „Banker’s Dinner“ handelt es sich um ein abendliches Bankett („Lord Mayor Dinner“), das alljährlich vom Bürgermeister der City of London (Lord Mayor of London) in seiner Residenz, dem Mansion House, ausgerichtet wird. Er veranstaltet das Dinner zu Ehren des Chancellors selbst sowie zu Ehren des Direktors der Bank von England und verschiedener in der Stadt ansässiger bedeutender Bankiers und Kaufleute.
Der Zweck der Mansion-House-Rede besteht einem geflügelten Wort zufolge darin, dem ‚great and good’, also der Größe und dem Wohlergehen, der wichtigsten Finanzeinrichtungen der Stadt London und somit der Gemeinde selbst und dem ganzen Land zu dienen. Dies erfolgt naturgemäß, indem der leitende britische Finanzbeamte den in der Tischrunde versammelten Größen der britischen Finanzwelt die positive Entwicklung des Wirtschaftslebens bilanziert oder zumindest eine möglichst positive Entwicklung desselben zu suggerieren versucht. So bezweckt er, innerhalb des begrenzten Wirkungsrahmens, der einer Rede gegeben ist, bei den Anwesenden eine optimistische Zukunftserwartung zu erzeugen und so einen kleinen Beitrag zur Erhaltung oder Wiederherstellung eines gedeihlichen wirtschaftlichen Klimas zu leisten.
Andere Ansprachen, die alljährlich im Mansion House vorgetragen werden, sind die Osteransprache des britischen Außenministers, sowie die Keynote Address, die der Premierminister während des Lord Mayor’s Banquet, dem alljährlichen Amtsantrittsessen des Lord Mayors der City of London, hält. Der Sache nach sind auch diese Reden „Mansion-House-Reden“. Jedoch wird dieser Name üblicherweise nicht – oder doch zumindest nur in einem allgemeinen Sinne, nicht jedoch als Terminus fixus, als fester Eigenname der vorgetragenen Rede – auf sie angewandt.

## Lloyd Georges Mansion-House-Rede von 1911

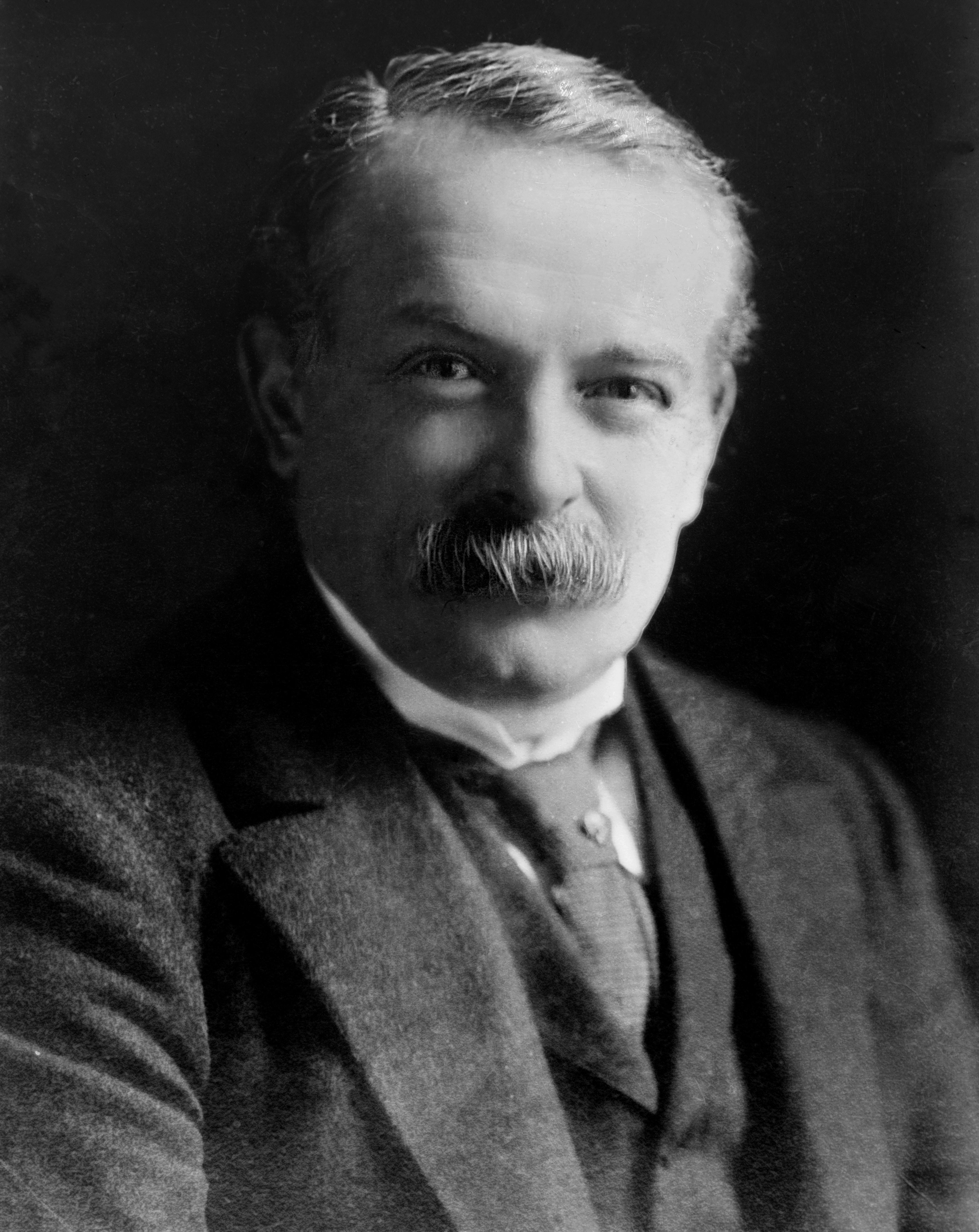
David Lloyd George um 1912

Die weitaus bekannteste und wirkungsmächtigste Mansion-House-Rede ist sicherlich die kurze Tischansprache, die David Lloyd George während des Banker’s Dinner am Abend des 21. Juli 1911 hielt. Dementsprechend wird mit dem ursprünglich die Institution des alljährlichen finanzministeriellen Vortrags als solche bezeichnenden Begriff „Mansion-House-Rede“ auch häufig auf Lloyd Georges Ansprache im Besonderen abgezielt. Folglich ist, wenn in der historischen Literatur am Rande einer Erörterung von „der“ Mansion-House-Rede gesprochen wird, ohne dass im Weiteren erläutert würde, welche Mansion-House-Rede gemeint ist, nahezu immer Lloyd Georges Rede, als „die“ Mansion-House-Rede überhaupt, gemeint. Diese Bezugnahme ist für die meisten Autoren derart selbstverständlich, dass eine monosemierende Ergänzung wie „von 1911“ oftmals nicht für erforderlich gehalten wird und folgerichtig unterbleibt.
Lloyd George hielt seine Ansprache vor dem Hintergrund der so genannten Zweiten Marokkokrise. Diese stellte eine Situation weitreichender außenpolitischer Spannungen zwischen den europäischen Großmächten im Jahr 1911 dar. Die Krise war durch eine kolonialpolitische Auseinandersetzung zwischen dem Deutschen Reich und der Französischen Republik um die Hegemonie über weite Teile Nordwestafrikas ausgelöst worden. Auf eben jene Auseinandersetzungen nahm Lloyd George im Schlussabschnitt seiner ansonsten kaum bemerkenswerten Rede Bezug. Dies tat er, indem er in nur notdürftig diplomatisch verbrämten Wendungen und unter dem Beifall der anwesenden Finanzgrößen eine kaum verhohlene Warnung in Richtung der Reichsführung aussprach: Das Vereinigte Königreich werde eine einseitige Expansion des Deutschen Reiches, eine übermäßige Schwächung Frankreichs sowie einen Ausschluss des Vereinigten Königreichs aus den damals imminenten, europa- wie auch prestigepolitisch bedeutsamen Verhandlungen über den Status von Marokko und dem Kongo, nicht tatenlos hinnehmen.

Der deutsche Botschafter Paul Graf Wolff Metternich zur Gracht, ein prononcierter Kritiker von Lloyd Georges Rede

Unmittelbarer Anlass für Lloyd Georges Stellungnahme war die Nicht-Reaktion der deutschen Reichsregierung auf ein Ersuchen des britischen Außenministers Sir Edward Grey vom 4. Juli gewesen. In diesem hatte Grey die deutschen Staatsmänner gebeten, ihre Absichten und Ansprüche hinsichtlich Marokkos und des Kongos offenzulegen, so dass man gemeinsam zu einer einvernehmlichen Lösung auf dem Verhandlungswege kommen könnte. Das deutsche Nicht-Reagieren auf dieses Ersuchen wurde von britischer Seite als beleidigend empfunden. Als Reaktion auf die deutsche Unterlassung beabsichtigte Grey, wie er dem Kabinett in seiner Sitzung am 21. Juli eröffnete, dem deutschen Botschafter, Graf Paul von Metternich, sein Missfallen über das deutsche Verhalten auszusprechen. Lloyd George bot sich unmittelbar danach, bei einem Besuch im Außenministerium an, diese Zurechtweisung a privatissime durch eine öffentliche Stellungnahme im Rahmen seiner anstehenden Mansion-House-Rede zu ergänzen. Gemeinsam mit Grey ging Lloyd George am Nachmittag des 21. Juli einen von ihm entworfenen Text, den er an das bereits stehende Manuskript für seine Rede anzuhängen gedachte, durch und nahm geringfügige Änderungen an diesem vor. Ob auch Premierminister Asquith bei diesem Anlass anwesend war, ist nicht restlos geklärt.
Bis zu seiner Rede war Lloyd George immer dem radikalpazifistischen Flügel seiner Partei zugeordnet worden. In der Mansion-House-Rede grenzte er sich schließlich erstmals verbal von dieser grundsatzpolitischen Haltung ab und positionierte sich dahingehend neu, dass er den Krieg als Mittel der Politik zumindest als Ultima Ratio nicht mehr ausschließen wollte:
In kaum verhohlener Weise warnte der rangmäßig an zweiter Stelle im Kabinett stehende Mann der Regierung das Deutsche Reich, dass das Vereinigte Königreich dort, wo seine Ehre und seine Interessen berührt seien, ungeachtet welche Partei gerade an der Macht sei, sich nicht weigern würde, an einem Krieg teilzunehmen. Man sei zwar bereit zur Erhaltung des Friedens große Opfer zu bringen und würde den Krieg gleichwohl nur wegen schwerwiegender nationaler Interessen als Mittel der Politik in Betracht ziehen, wenn ihm (dem Vereinigten Königreich) jedoch eine Situation aufgenötigt würde, in der der Frieden nur durch die Preisgabe nationaler Interessen bewahrt werden könne, und wenn es von anderen Nationen behandelt würde, als ob seine Stimme im Konzert der Großmächte nicht mehr zählte, dann sei „Frieden um diesen Preis eine Demütigung, die nicht hingenommen werden könnte“ („[I] say emphatically that peace at that price would be a humiliation intolerable for a great country like ours to endure.“). Lloyd George schloss bekenntnisartig mit dem für einen Politiker der Liberalen Partei zu jener Zeit höchst unüblichen Statement, dass nationale Ehre und die Sicherheit des britischen Welthandels keine Parteifragen seien.
Aufgrund des Abdrucks der Mansion-House-Rede in der Times sowie in anderen Tageszeitungen am folgenden Morgen erfuhr sie eine rasche Verbreitung in der britischen Öffentlichkeit und im Anschluss daran auch in der Öffentlichkeit anderer Länder. Vor allem in Frankreich und dem Deutschen Reich provozierte sie heftige positive beziehungsweise negative Reaktionen. So warf etwa der deutsche Botschafter in London, Paul Graf von Metternich, im Gespräch mit dem britischen Außenminister Edward Grey, Lloyd George vor, dieser habe durch seine Äußerung einen Krieg zwischen beiden Ländern nur wahrscheinlicher gemacht, anstatt die Kriegsgefahr zu reduzieren. Letzteres wäre, so Metternich, eigentlich seine Pflicht gewesen. Lloyd Georges enger Freund Winston Churchill zog, nachdem die diplomatischen Wogen der Marokkokrise und insbesondere die deutsche Verstimmung über Lloyd Georges Rede sich wieder gelegt hatten, in einem Brief an seine Ehefrau das zufriedene Resümee: They sent their Panther to Agadir we sent our little Panther to the Mansion House: with the best results. Lloyd George äußerte außerdem, in einem Brief an seine Frau, den Verdacht, die deutsche Regierung würde sich bemühen, seinen Rücktritt zu erzwingen, wie sie es 1906 während der Ersten Marokkokrise im Falle des französischen Außenministers Théophile Delcassé getan hatte. Heute ist Lloyd Georges Mansion-House-Rede eine vielzitierte Wegmarke bei der Erforschung der Vorgeschichte des Ersten Weltkrieges, insbesondere in Hinsicht auf die zumeist als fatal angesehene „Blockbildung“ im Vorfeld des Krieges.